# Aygavan
Aygavan (in armeno Այգավան?, fino al 1945 Reghanlu) è un comune dell'Armenia di 4 422 abitanti (2009) della provincia di Ararat.